# Давидов Євген Віталійович
Євген Віталійович Давидов (27 травня 1967, Челябінськ, СРСР) — радянський і російський хокеїст, нападник.. Олімпійський чемпіон. Заслужений майстер спорту (1990).

## Біографічні відомості
Хокеєм почав займатися в спортивному клубі при Челябінському цинковому заводі (тренер — Віктор Фомін). У п'ятому класі перейшов до ДЮСШа «Трактора» (тренер — Юрій Могильников). Під час виступів за юнацьку команду отримав важку травму, під сумнівом була подальша спортивна кар'єра. Але бажання повернутися у хокей, підтримка рідних та близьких і кваліфіковане лікування здолали хворобу. За основний склад «Трактора» відіграв два сезони, потім був московський ЦСКА. У складі «армійців» тричі здобував «золото» першості Радянського Союзу. Всього у вищій лізі провів 270 ігор (88+49).
Срібний медаліст юніорського чемпіонату Європи 1985 року (найкращий снайпер своєї команди). У складі молодіжної збірної — учасник двох світових першостей. 1986 року радянські хокеїсти здобули золоті нагороди. Відзначався у воротах команд Швеції, Швейцарії і Західної Німеччини. Наступного року головними претендентами на перемогу в турнірі були збірні Фінляндії і Канади. Канадці в останньому матчі грали проти команди Радянського Союзу. Наприкінці другого періоду рахунок був на користь північноамериканців (4:2). Тут виникла бійка, одним з ініцаторів якої був Тео Флері. Євген Давидов, першим з радянських гравців, залишив лаву запасних і кинувся на допомогу своїм партнерам, у підсумку — у бійці брали участь всі хокеїсти. Бійців втихомирила лише поліція. Обидві команди були дискваліфіковані міжнародною федерацією.
За національну збірну дебютував 30 квітня 1986 року. У Брно була здобута перемога у товариському матчі над командою Чехословаччини (3:2). Чемпіон світу 1990 року. П'ятий за результативністю гравець своєї команди (5 голів, 4 передачі). На турнірі його партнерами були: Ілля Бякін — Віктор Тюменєв, Сергій Макаров — Дмитро Христич, Андрій Хомутов — В'ячеслав Биков. Учасник двох міжнародних турнірів на призи московської газети «Известия», Кубка Японії, Кубка Ніссана і Ігор доброї волі. Всього за збірну СРСР провів 37 матчів (14 голів).
Олімпійський чемпіон 1992 року в складі Об'єднаної команди (інша назва — Співдружність Незалежних Держав). Відзначився голами проти команд Норвегії, Франції і США (у півфіналі). Грав у ланках з В'ячеславом Буцаєвим — Андрієм Коваленком або В'ячеславом Биковим — Андрієм Хомутовим. З врахуванням Кубка Ніссана і товариських матчів провів за команду СНД 13 матчів (6 голів).
1989 року був обраний на драфті НХЛ під 235-м номером командою «Вінніпег Джетс», а після Олімпіади поїхав до Північної Америки. В Національній хокейній лізі захищав кольори клубів «Вінніпег Джетс», «Флорида Пантерс», «Оттава Сенаторс». У регулярному чемпіонаті НХЛ — 155 матчів (40+39), у Кубку Стенлі — 11 (2+2). Найкращим у північноамериканській частині кар'єри став сезон 1992/1993 — за команду з Вінніпега закинув 28 шайб.
Один сезон відіграв у Інтернаціональній хокейній лізі («Сан-Дієго Гуллс» і «Чикаго Вулвс»), а по його завершенні — повернувся до Європи, виступав за команди «Ольтен» (Швейцарія), «Ам'єн» (Франція), «Брюнес» (Швеція), «Ак Барс» (Казань, Росія), «Цуг» (Швейцарія), «Кярпят» (Фінляндія), «Берлін Кепіталс» (Німеччина), «Крила Рад» (Москва, Росія), «Мілан Вайперз» (Італія), «Улофстемс» (Швеція), «Велком» (Москва) і «Титан» (Клин, Московська область, Росія).

## Досягнення
- Олімпійський чемпіон (1): 1992
- Чемпіон світу (1): 1990
- Віце-чемпіон Європи (1): 1990
- Чемпіон СРСР (3): 1987, 1988, 1989
- Другий призер чемпіонату СРСР (1): 1990
- Володар Кубка СРСР (1): 1988
- Володар Кубка Європи (3): 1988, 1989, 1990
- Чемпіон миру серед молодіжних команд (1): 1986
- Срібний призер чемпіонату Європи серед юніорів (1): 1985
- Найкращий снайпер чемпіонату Швеції (1): 1997 (30 голів)

## Статистика

### Клубні виступи
| Сезон           | Клуб                 | Ліга            | Регулярний сезон | Регулярний сезон | Регулярний сезон | Регулярний сезон | Регулярний сезон | Плей-оф | Плей-оф | Плей-оф | Плей-оф | Плей-оф |
| Сезон           | Клуб                 | Ліга            | І                | Г                | П                | О                | ШХ               | І       | Г       | П       | О       | ШХ      |
| --------------- | -------------------- | --------------- | ---------------- | ---------------- | ---------------- | ---------------- | ---------------- | ------- | ------- | ------- | ------- | ------- |
| 1984–85         | «Трактор»            | СРСР            | 11               | 1                | 0                | 1                | 2                | —       | —       | —       | —       | —       |
| 1985–86         | «Трактор»            | СРСР            | 39               | 11               | 5                | 16               | 22               | —       | —       | —       | —       | —       |
| 1986–87         | ЦСКА (Москва)        | СРСР            | 32               | 11               | 2                | 13               | 8                | —       | —       | —       | —       | —       |
| 1987–88         | ЦСКА (Москва)        | СРСР            | 44               | 16               | 7                | 23               | 18               | —       | —       | —       | —       | —       |
| 1988–89         | ЦСКА (Москва)        | СРСР            | 35               | 9                | 7                | 16               | 4                | —       | —       | —       | —       | —       |
| 1989–90         | ЦСКА (Москва)        | СРСР            | 44               | 17               | 6                | 23               | 16               | —       | —       | —       | —       | —       |
| 1990–91         | ЦСКА (Москва)        | СРСР            | 44               | 10               | 10               | 20               | 26               | —       | —       | —       | —       | —       |
| 1991–92         | ЦСКА (Москва)        | СРСР            | 27               | 13               | 12               | 25               | 14               | —       | —       | —       | —       | —       |
| 1991–92         | «Вінніпег Джетс»     | НХЛ             | 12               | 4                | 3                | 7                | 8                | 7       | 2       | 2       | 4       | 2       |
| 1992–93         | «Вінніпег Джетс»     | НХЛ             | 79               | 28               | 21               | 49               | 66               | 4       | 0       | 0       | 0       | 0       |
| 1993–94         | «Флорида Пантерс»    | НХЛ             | 21               | 2                | 6                | 8                | 8                | —       | —       | —       | —       | —       |
| 1993–94         | «Оттава Сенаторс»    | НХЛ             | 40               | 5                | 7                | 12               | 38               | —       | —       | —       | —       | —       |
| 1994–95         | «Оттава Сенаторс»    | НХЛ             | 3                | 1                | 2                | 3                | 0                | —       | —       | —       | —       | —       |
| 1994–95         | «Сан-Дієго Гуллс»    | ІХЛ             | 11               | 2                | 1                | 3                | 14               | —       | —       | —       | —       | —       |
| 1994–95         | «Чикаго Вулвс»       | ІХЛ             | 18               | 10               | 12               | 22               | 26               | 3       | 1       | 0       | 1       | 0       |
| 1995–96         | «Ольтен»             | Швейцарія-2     | 7                | 7                | 7                | 14               | 8                | —       | —       | —       | —       | —       |
| 1995–96         | «Ам'єн»              | Франція         | 3                | 3                | 0                | 3                | 4                | 13      | 15      | 9       | 24      | 54      |
| 1996–97         | «Брюнес»             | Швеція          | 46               | 30               | 18               | 48               | 103              | —       | —       | —       | —       | —       |
| 1997–98         | «Брюнес»             | Швеція          | 40               | 17               | 16               | 33               | 32               | 3       | 1       | 0       | 1       | 0       |
| 1998–99         | «Ак Барс»            | Росія           | 14               | 2                | 2                | 4                | 45               | —       | —       | —       | —       | —       |
| 1998–99         | «Цуг»                | Швейцарія       | 11               | 4                | 3                | 7                | 4                | 4       | 0       | 1       | 1       | 4       |
| 1999–2000       | «Ольтен»             | Швейцарія-2     | 36               | 26               | 30               | 56               | 70               | 4       | 1       | 3       | 4       | 8       |
| 2000–01         | «Ольтен»             | Швейцарія-2     | 40               | 32               | 47               | 79               | 18               | 4       | 3       | 4       | 7       | 12      |
| 2001–02         | «Кярпят»             | Фінляндія       | 7                | 2                | 1                | 3                | 4                | —       | —       | —       | —       | —       |
| 2001–02         | «Берлін Кепіталс»    | Німеччина       | 34               | 5                | 9                | 14               | 14               | 3       | 1       | 0       | 1       | 0       |
| 2002–03         | «Крила Рад» (Москва) | Росія           | 5                | 0                | 0                | 0                | 4                | —       | —       | —       | —       | —       |
| 2002–03         | «Мілан Вайперз»      | Італія          | 2                | 1                | 1                | 2                | 0                | —       | —       | —       | —       | —       |
| 2003–04         | «Улофстемс»          | Швеція-3        | 12               | 3                | 3                | 6                | 6                | —       | —       | —       | —       | —       |
| 2003–04         | «Велком» (Москва)    | Росія-3         | 30               | 10               | 20               | 30               | 24               | —       | —       | —       | —       | —       |
| 2004-05         | «Титан» (Клин)       | Росія-3         | 32               | 7                | 18               | 25               | 37               |         |         |         |         |         |
| Усього в СРСР   | Усього в СРСР        | Усього в СРСР   | 270              | 88               | 49               | 137              | 110              | 0       | 0       | 0       | 0       | 0       |
| Усього в НХЛ    | Усього в НХЛ         | Усього в НХЛ    | 155              | 40               | 39               | 79               | 120              | 11      | 2       | 2       | 4       | 2       |
| Усього в Швеції | Усього в Швеції      | Усього в Швеції | 86               | 47               | 34               | 81               | 110              | 3       | 1       | 0       | 1       | 0       |

### Збірна
| Рік                | Команда            | Турнір             | Місце              |    | І | Г | П  | О | ШХ |
| ------------------ | ------------------ | ------------------ | ------------------ | -- | - | - | -- | - | -- |
| 1986               | СРСР               | МЧС                | 1                  | 7  | 3 | 1 | 4  | 2 |    |
| 1987               | СРСР               | МЧС                | —                  | 6  | 3 | 0 | 3  | 4 |    |
| 1990               | СРСР               | ЧС                 | 1                  | 9  | 5 | 4 | 9  | 6 |    |
| 1992               | СНД                | ОІ                 | 1                  | 8  | 3 | 3 | 6  | 2 |    |
| Молодіжна збірна   | Молодіжна збірна   | Молодіжна збірна   | Молодіжна збірна   | 13 | 6 | 1 | 7  | 6 |    |
| Національна збірна | Національна збірна | Національна збірна | Національна збірна | 17 | 8 | 7 | 15 | 8 |    |